# ROMARM
Die ROMARM ist ein rumänisches Rüstungsunternehmen mit Sitz in der Hauptstadt Bukarest. Die im Staatsbesitz befindliche Rüstungsfirma ROMARM besitzt 15 weitere Subunternehmen und ein Forschungsinstitut.

## Unternehmensgeschichte
ROMARM wurde im Jahr 2000 durch den Zusammenschluss der wichtigsten Firmen der rumänischen Verteidigungsindustrie gegründet und ist der größte Anbieter für Militärgüter, Munition und Wartungsdienstleistungen in Rumänien.
ROMARM ist in einer Holdingstruktur mit 100 % rumänischem Staatskapital unter der Aufsicht des Wirtschafts- und Handelsministeriums. Laut Unternehmensangaben hat es Handelsvertretungen in über 50 Ländern weltweit.

## Tochtergesellschaften
- Arsenal Reșița
- Carfil
- Electromecanica Ploiești
- Fabrica de Pulberi Fagaras
- Uzina Mecanica Cugir
- Metrom
- Automecanica Moreni
- Pirochim Victoria
- Uzina Mecanica Plopeni
- Tohan
- Uzina Mecanica Mija
- Uzina Mecanica Sadu
- Uzina Mecanică București
- Uzina Mecanica Cugir
- UPS Dragomiresti